# Arnold Hennen
Hubert Johan Arnold Hennen (Heerlen, 28 januari 1820 – Antwerpen, 21 oktober 1901) was een Belgisch pianist en componist van Nederlandse komaf.
Arnold Hennen is zoon van klokkenbouwer, horlogemaker, koopman, winkelier en amateurviolist Henricus Joseph (Henri) Hennen en Maria Gertruida Eijmael. Hijzelf bleef voor zover bekend ongehuwd. Zijn broers Frederik Hennen, Louis Hennen en Mathieu Hennen waren ook actief in de muziek. Zijn sterfte werd in Antwerpen aangegeven door neef Charles Hennen, dan muziekdocent in Antwerpen.
Hij kreeg zijn muziekopleiding aan het Koninklijk Conservatorium Luik, waar hij in 1841 met een eerste prijs afstudeerde. Al daarvoor was hij enige tijd organist van de Pancratiuskerk in Heerlen. Hij vestigde zich in Parijs (waar hij Hector Berlioz ontmoette) en Londen, alwaar hij muziekonderwijzer werd. Hij ondernam in 1855 een concertreis door Nederland, samen met zijn broers.
Hij schreef onder meer een mis voor orkest en een pianoconcert.